# アメリカ合衆国憲法

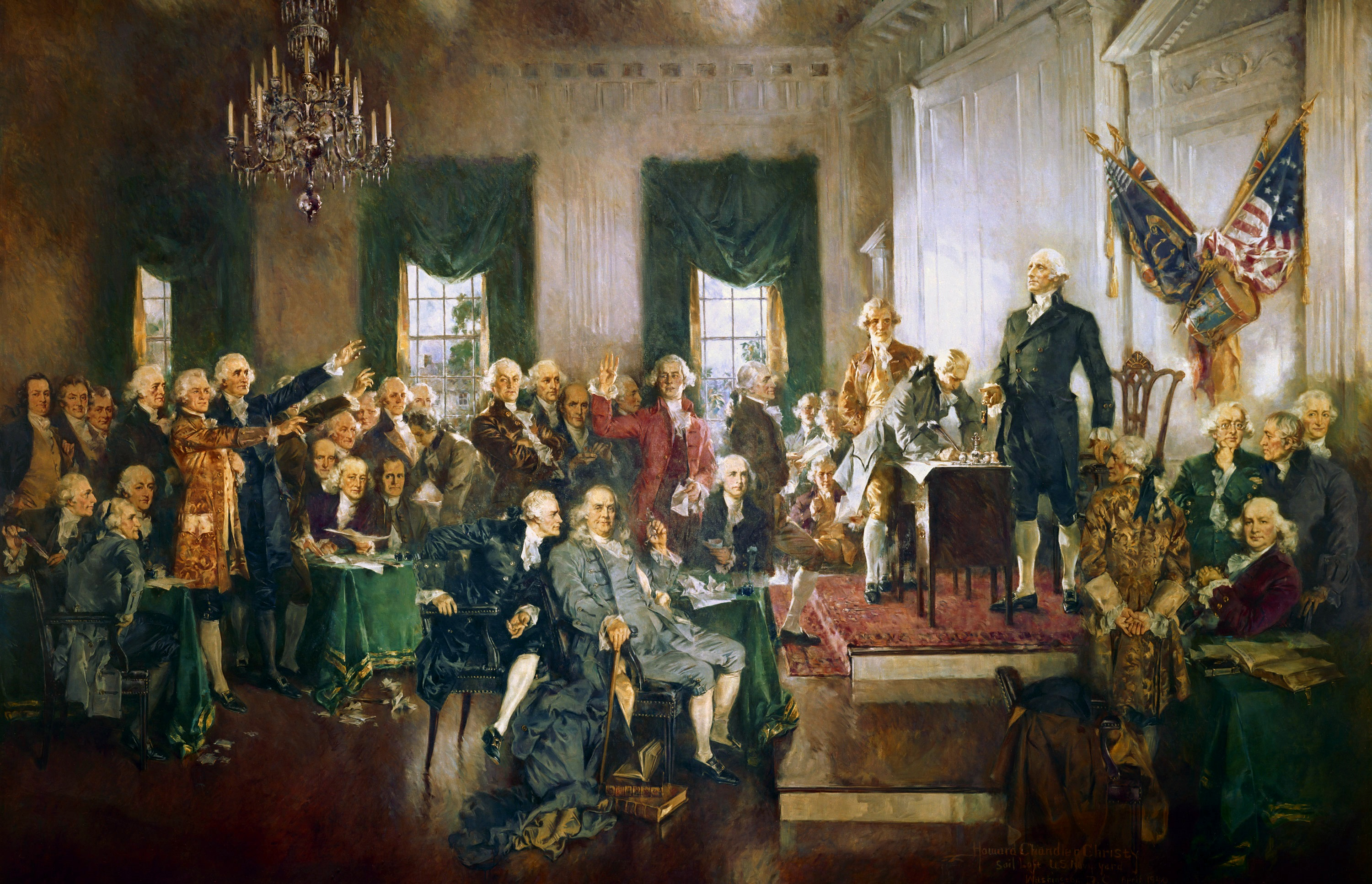
アメリカ合衆国憲法への署名（ハワード・チャンドラー・クリスティー・画）

アメリカ合衆国憲法（アメリカがっしゅうこくけんぽう、英語: United States Constitution）は、アメリカ合衆国の憲法である。全7762文字で構成される。
この憲法は、1787年9月17日に作成され、1788年に発効し、現在も機能している世界最古の成文憲法で、アメリカ法の基礎をなすものであり、原法典は「1787年アメリカ合衆国憲法」とも呼ばれる。
ちなみに、アメリカ合衆国は連邦制を構成する各州もそれぞれが独自の州憲法を有している。

## 沿革

### 連合規約での行き詰まり
1776年に各植民地代表者による大陸会議が、独立宣言を発し、共和政体を採用する13の邦が誕生した。これらがいわゆる独立時の13州となる。13の邦は連合規約を結んで地方分権的性格の強い緩やかな連合組織である諸邦連合 (the United States of America) を形成した。この諸邦連合は、中央政府である連合会議 (Congress) に課税権・通商規制権限・常備軍保持が認められず、極めて弱体であったため財政は行き詰まり、治安の混乱にも対処できなかった。
1786年9月に5つの邦の委員がメリーランド州アナポリスで集まり、連合規約の改定について話し合った。この委員達は連邦政府を改善するためにペンシルベニア州フィラデルフィアで会議を開くこととし、各邦の代表に招集を掛けた。連合会議での議論の後で、1787年2月21日に連合規約の改定の計画に承認を与えた。ロードアイランド邦を唯一の例外として、12の邦がこの招集に同意して5月の会議に代表を送った。会議を招集する決議では、その目的を連合規約の改定を提案することとしていたが、その会議では憲法を制定するという提案を決めた。フィラデルフィア憲法制定会議で、投票によってこの討議は最大秘密にしておくことを決め、新しい基本的な政府の形を起案することとし、結果的に13の邦のうち9つの邦が批准すれば新しい政府は効力を発揮するということになった。作成過程が秘密とされていたために、アメリカ合衆国憲法の起草と作り上げていく様子は、その会議の記録を丹念に取っておいたジェームズ・マディソンの日記から知ることができる。

### 憲法制定会議の動き
憲法制定会議では、中央集権的で強力な連邦政府の樹立を推す連邦派（Federalist、後の連邦党）と、これに反対する反連邦派（Anti-federalist、後に民主共和党）との対立や、農業を中心産業とする南部と、商工業を中心とする北部の対立、大きな邦と小さな邦との間の対立など、数多くの対立を抱えていた。
バージニア案が会議のための非公式な叩き台であった。これは主にジェームズ・マディソンが起草しており、このために彼は「アメリカ合衆国憲法の父」と見なされている。このプランによるとそれまでよりも大きな州の利益に重点が置かれており、次のような提案が盛り込まれていた。
- 強力な両院制議会、下院と上院で構成[5]
- 議会によって選ばれる政府の執行役
- 終身任期があり、あいまいな権限を持つ裁判官
- 国の議会は州法に対して拒否権を行使できる

ウィリアム・パターソンがニュージャージー案と呼ばれる代案をしめし、これでは各邦に平等な採決のための権限を与え、小さな政府を提案していた。コネチカット邦のロジャー・シャーマンが「大妥協案」で調停し、下院は人口に比例した代議員数とし、上院は各邦を代表する、すなわち各邦から同数の代議員が出席し、また強力な大統領が特権的選挙人によって選ばれるという案を示した。奴隷制については明確に言及されているわけではないが、奴隷人口の5分の3を下院議員の割り当ての際に各邦人口に加算されることとし、逃亡奴隷は元の所に戻さなければならないとしていた。

### 批准
|      | 日付           | 邦                   | 投票 | 投票 |
| 賛成 | 日付           | 邦                   | 反対 |      |
| ---- | -------------- | -------------------- | ---- | ---- |
| 1    | 1787年12月7日  | デラウエア邦         | 30   | 0    |
| 2    | 1787年12月12日 | ペンシルベニア邦     | 46   | 23   |
| 3    | 1787年12月18日 | ニュージャージー邦   | 38   | 0    |
| 4    | 1788年1月2日   | ジョージア邦         | 26   | 0    |
| 5    | 1788年1月9日   | コネチカット邦       | 128  | 40   |
| 6    | 1788年2月6日   | マサチューセッツ邦   | 187  | 168  |
| 7    | 1788年4月28日  | メリーランド邦       | 63   | 11   |
| 8    | 1788年5月23日  | サウスカロライナ邦   | 149  | 73   |
| 9    | 1788年6月21日  | ニューハンプシャー邦 | 57   | 47   |
| 10   | 1788年6月25日  | バージニア邦         | 89   | 79   |
| 11   | 1788年7月26日  | ニューヨーク邦       | 30   | 27   |
| 12   | 1789年11月21日 | ノースカロライナ邦   | 194  | 77   |
| 13   | 1790年5月29日  | ロードアイランド邦   | 34   | 32   |

1787年9月17日、憲法草案はフィラデルフィアの連邦会議で完成され、その後ベンジャミン・フランクリンが演説を行って、憲法が発効されるには最低9つの邦の批准があればよいことになっているが、全邦一致を呼び掛けた。会議は憲法草案を連合会議に提出し、連合規約第13条に従って承認されたが、連合会議が各邦の批准を求めて憲法草案を各邦に提出し、9つの邦の批准で有効となるという条件は第13条に反していた。結果的に13邦すべてが憲法草案を批准したが、全ての批准が出揃ったのは憲法発布の後であった。
多くの邦で批准を巡って激しい議論が行われたが、特にニューヨーク邦では反対意見が強かった。アレクサンダー・ハミルトンは、この状況に危機感を抱き、マディソンらと協力しておよそ7か月の間、毎週新聞に匿名で憲法草案擁護の論文を発表し続けた。これが後に纏められたものがザ・フェデラリストである。
その後、ニューハンプシャー邦が1788年6月21日、9番目の批准邦となった。連合会議はニューハンプシャー邦の批准完了の報せを受け取ると、新しい憲法の下での運営を始める日程を決め、1789年3月4日、新政府が新憲法の下で動き始めた。
1789年、第1回の合衆国議会は、アメリカ合衆国憲法に権利章典 (Bill of Rights) と呼ばれる第1修正から第10修正を付け加える件を審議し可決した。この修正は、1791年、修正に必要な数の州議会の批准を得て発効した。

### アメリカ合衆国憲法の思想的背景
アメリカ合衆国憲法に盛り込まれた観念の幾つかは新しいものであるが、多くは、アーブロース宣言にみられるように多民族国家ゆえ輻湊した政府のあるイギリスの歴史または13邦の歴史から育ったアメリカの共和制から引き出されてきた伝統のあるものである。この憲法にある適正手続条項は、1215年のマグナ・カルタに遡る慣習法に一部基づいており、中世のイギリスに由来する法の支配の思想の影響も大きなものである。
この憲法に最も影響を与えたヨーロッパ大陸の思想は、専制政治を防ぐため、互いに対して行使する力の平衡を保つ必要性を強調したモンテスキューの三権分立からのものである（この思想自体が共和政ローマの規約にある抑制と均衡を成文化した紀元前2世紀のポリュビオスの影響を受けていた）。また、ジョン・ロックの社会契約説や人民主権、抵抗権の思想も大きな影響を与えたことで知られている。
他の先例と言えば、1776年のバージニア憲法がアメリカ合衆国憲法や連合規約の基になったと言われており、イロコイ連邦の制度も影響を与えたとされる。

### 権利章典の背景
権利章典の修正条項は、憲法が制定される過程で憲法の支持者達が反対者に対する取引として約束したものであった。イギリスの権利章典がアメリカの権利章典に影響を与えた。例えば、両者は陪審制による裁判を要求し、武器を携帯する権利を含み、また過度の保釈金や残酷で異常な罰を禁じている。州憲法やバージニア権利章典で保護されている多くの自由はこの権利章典にも盛り込まれた。

## 構成
アメリカ合衆国憲法は、前文、本文、修正条項の大きく3つの部分からなる。
- 本文は7条からなる。ここでいう「条 (Article)」は、日本の法律でいうところの「章」に相当し、多くの条は、いくつかの「節 (Section)」に分かれている。
- 憲法修正条項は27条ある。アメリカ合衆国憲法の改正は、元の規定を憲法改正し条文を直接変更・改廃するのではなく、従来の規定文章を残したまま、修正内容を修正条項として、それまでの憲法典の末尾に付け足していく方法を採る。修正条項は、順次「第1修正 (Amendment I)」「第2修正 (Amendment II)」と番号が付されていく。

## 内容

### 前文 (Preamble)
前文ではアメリカ合衆国憲法が13邦の主権を制限し、アメリカ合衆国が13邦の連合体で無く、それらを合邦した統一国家であることを宣言する。
また、国民の安全や防衛など、当該憲法を制定する目的が列挙されている。

### 第1条 (Article I)
第1条は政府の立法府すなわちアメリカ合衆国議会を定義している。
これには下院と上院が含まれ、上下各院の議員選出の方法と資格付けについて規定している。さらに、議会における討論の自由を保障し、利己的な行動を制限し、立法の方法を概説し、また立法府の権限を示している。
第1条第8節に挙げられている権限は、そのままのものであるかということに関して議論がある。これらの権限は本来行政府か司法府の権限と考えられていたが、議会に明らかに認められたものとして列挙されている通りとも解釈される可能性がある。この解釈はさらに商業条項と必要適切条項の広い定義で支持されている。列挙された権限に関する議論は1819年のマカロック対メリーランド州事件のアメリカ合衆国最高裁判所判決まで遡ることができる。最終的に、この判決では連邦議会および州議会の権限を制限している。
（修正14条・16条・17条・20条により一部修正）
第6節2項の規定「上院および下院の議員は、その任期中に新設、または増俸された合衆国の文官職に、その選出された任期の間任命されてはならない。」は議員の政権入りにおいて何度か障害となっている。ウィリアム・タフト大統領によるフィランダー・ノックス上院議員の国務長官指名や、ビル・クリントン大統領によるロイド・ベンツェン上院議員の財務長官指名、さらにはバラク・オバマ大統領によるヒラリー・クリントン上院議員の国務長官指名およびケネス・リー・サラザール上院議員の内務長官指名の際に、当該職が各議員の任期中に増俸されていて就任が問題とされた。

### 第2条 (Article II)
第2条は行政機関としての大統領府に言及し、大統領の選出方法、資格付け、確認されるべき宣誓およびその任務の権限と義務を定義している。
また副大統領職についても定め、もし大統領が執務不能・死亡・辞職した場合は大統領職を引き継ぐとしている。
ただし、この引き継ぎが代行であるのか任期の間続くものであるのかは不明のままである。実際は大統領就任として常に扱われてきており、憲法修正第25条によって明らかに就任と決められた。第2条はまた、弾劾制度と大統領・副大統領・判事などの公職追放についても定義している。

### 第3条 (Article III)
第3条は最高裁判所を含む司法制度について定義している。
合衆国最高裁判所と呼ばれる裁判所があるべきとしているが、議会はその裁量の中で下級裁判所を創出することができ、その判決と命令は最高裁によって審査されることができるとしている。あらゆる刑法事件では陪審制裁判を要求し、反逆罪を定義し、議会にはその罰則を決めるよう求めている。また連邦裁判所で審理される事件の種類を定め、そのような場合は最高裁判所が最初に審理すること（第一審管轄権）および最高裁判所によって審理される他の事件は上告によることが定められている。

### 第4条 (Article IV)
第4条は州と連邦政府の関係および州の間の関係について定義している。
例えば、各州は他の州の公的な行動・記録および裁判の進行について十分な信頼と信用を置くことを要求している。議会はそのような行動・記録および進行の証拠が受け入れられる方法を立法化することが認められている。
「特権と免除権」条項では州政府がその州の住人のために他の州の市民を差別することを禁じている（例えば、ミシガン州内で犯罪を犯して有罪とされたオハイオ州の住人により重い罰則を科すこと）。また州間の犯罪者の引渡しについて定め、州間の自由な移動と通行について法的な根拠を与えるよう定めている。
今日、この条項は特に州境に近く住む市民によって当然のことと取られているが、連合規約の時代は州境を越える事が大変難儀な（また金の要る）行動であった。第4条ではまた、新しい州の創設と合衆国への加盟の方法を定めている。領土条項は議会に連邦の財産を処分する規則を作る権限を与え、まだ州になっていないアメリカ合衆国の領土を統治する権限を与えている。第4条第4節では、アメリカ合衆国が各州に共和政体を保障し、各州を侵略や暴力から守ることを求めている。

### 第5条 (Article V)
第5条は憲法の修正に必要な手続きを定めている。
連邦議会によるものと州によって請求された憲法議会によるものである。連邦議会による場合、上院と下院の投票で定足数（全議員である必要は無い）の3分の2によって修正を提案する。憲法議会による場合は州議会数の3分の2が連邦議会に憲法議会の開催を申し出た時に、連邦議会はその修正を検討する目的で会議を招集しなければならない。2007年までは第1の連邦議会による修正のみが行われてきた。
一旦修正が提案されると、上記のどちらの提案であっても修正案はその時の州の4分の3以上の州によって批准されれば有効となる。
連邦議会は批准が州議会によって行われるか、各州で開催される憲法会議で行われるかを選択することができる。会議による批准は修正第21条の時に唯一用いられた。第5条では現在修正の権限に一つだけ制限を設けている。それは、上院では各州から同数の代表を出すことになっているが、有る州からその同意無しにその平等を奪うことは出来ないということである。この憲法はその改正に当たり通常の法律の立法手続よりも厳格な手続を必要とする硬性憲法に分類される。

#### 憲法修正の規定について
憲法を起草した者達は、予測される国の成長に応じた変化に対応して憲法を持続していくならば、時を追って変わっていく必要性があることにはっきりと気付いていた。しかし、誤った考えを入れたり性急に修正をしたりしないように、そのような変更は容易であってはならないとも考えていた。この考え方のバランスを取るために、全会一致というような過度に硬直したような規定では民衆の大多数によって望まれるような行動も止めてしまうので、それを避けようとも考えた。その解決策は憲法を改定する手続きを2段階にすることであった。
他の国の憲法とは異なり、アメリカ合衆国憲法の修正は、主要条項の改定や挿入では無く、現行の条項に新しい条項を追加していくスタイルを採った。これまで、古く使われなくなった文章を消し去ったり無効にされたりした条項は修正21条による修正18条の廃止を除き無い。
アメリカ合衆国の人口動態で特に州間の人口格差の問題は、人口の4パーセントにも過ぎない州の集まりでも90パーセント以上によって望まれる修正を理論的には阻止できるということで、憲法の修正を難しいものにしていると指摘する者もいる。そのような極端な結果は起こりえないと感じる者もいる。しかし、これを少しでも改善しようとすれば憲法そのものを改定する必要がある。
憲法を修正する直接の方法とは別に、その実際的な効力を司法の判決や審査で変えることも可能である。アメリカ合衆国はイギリスのコモン・ローに根付く慣習法の国である。裁判所の判断は以前の事件に対する判例に基づいて行われる。
しかし、最高裁判所の判決が現行法に対して憲法の一部が適用されていると明確にした場合、その効力はあらゆる実行面で憲法の一部という意味合いを持つことになる。
憲法の発布からそれほど時を経ない1803年にマーベリー対マディソン事件の判決で、最高裁は議会の立法やその他の行動を検証しその合憲性を審査する権限があるという違憲立法審査権の原理を確立した。
この原理は裁判所に持ち込まれる特別な事件に対して憲法の規定を適用する時に、その条項の意味合いを説明する権限も含んでいる。そのような事件の場合、法的、政治的、経済的また社会的条件に影響を与えるので、憲法の条文を修正することなく実際面で憲法を適応させていく機能がある。長い間に、ラジオやテレビに対する政府の規制から刑事事件を告発する権利まで、憲法の条文そのものを変えないまでも、一連の判決が憲法の条項が解釈される筋道を変えて来た。
憲法の条項を実施に移すために成立した議会の法律、あるいはその実行の条件を変更するために採択された法律は、憲法の条文に与えられる意味合いを拡げたり微妙ではあるが変えたりする効果が有る。これまでにも連邦政府の多くの実行部局が作る規則や規制はそのような効果を挙げてきた。異議申し立ての場合は、裁判所の意見で、そのような規制や規則が憲法の条文に与えられる意味合いに合致しているかを審査される。

### 第6条 (Article VI)
第6条は憲法と憲法に基づいて作られるアメリカ合衆国の法律と条約を国内の最高法と定義し、「各州での判断はそれらに基づいて行われ、各州の法や憲法に含まれる如何なるものもそれらと矛盾してはならない」としている。
また連合規約の下で作られた国債を有効とし、あらゆる議員・政府の役人および判事は憲法を支持する誓約または確認をすべきこととしている。これは州の憲法や法律が連邦憲法と矛盾してはならないことを意味し、もし論争になった場合は、州の判事が州の憲法や法律に対して連邦の憲法や法律を上位に置いて判断することを法的に強制したものである。
第6条はまた、「アメリカ合衆国では如何なる役職もまた公的な信託もその資格付けのために宗教的な審問を要求してはならない」としている。

### 第7条 (Article VII)
第7条は憲法の批准に関する要求事項を定めている。
この憲法は少なくとも9つの邦（当時は13邦のみが存在）が特に批准の目的のために招集された各邦の会議で批准されるまでは有効にならないとした。

### 署名 (Signatures)
各邦代表の署名

## 修正条項
修正条項は修正第1条から修正第27条まである。第1修正から第27修正と訳する人もいる。最初の10か条は権利章典と呼ばれ、同時に修正が成立した。その後の17か条はそれぞれ異なる機会に修正が成立した。

### 権利章典（修正第1条-第10条）

アメリカ国立公文書記録管理局に保管されている権利章典

権利章典は、アメリカ合衆国憲法の最初の修正10か条である。これは、1788年に発効したアメリカ合衆国憲法に対し、各州の憲法批准会議やトーマス・ジェファーソン（フランス駐在特命全権大使であったために憲法制定会議の代議員ではなかった）のような著名な政治家から、中央政府が専制的なものになりかねないとの批判を受けて提案されたもので、連邦政府の権限を制限する内容であった。これらの修正条項は1789年に連邦議会から提案され、その時点では12の修正条項から成っていた。1791年までに規定以上の州が10か条を批准し、この10か条が憲法に追加され、権利章典と呼ばれることになった。
制定された当初は、権利章典は各州には適用されないと解釈されていた。「連邦議会は……」と規定していた修正第1条のように、連邦にのみ規定されることが明らかな規定も一部あった（したがって、建国当初のいくつかの州では州の宗教を定めていたが、これは修正第1条には抵触しなかった）。その他の多くの条項については、州に適用されるか否か明文では規定していなかったものの、憲法修正第14条が批准される1868年までは、各州には適用されないという解釈が一般的であった。修正第14条は次のように規定し、適正手続や平等保護については州に対する制約が及ぶこととなった。
もっとも、修正14条によって州に課される制約と、権利章典によって連邦に課される制約との関係は、議論の対象であった。連邦最高裁は、当初、修正14条は、権利章典とは無関係に、基本的権利 (fundamental right) を保障したものであると解釈した。しかし、1960年代に入ると、ウォーレン・コート（アール・ウォーレン長官時代）の連邦最高裁において、権利章典によって保障される権利のうち基本的 (fundamental) なものが、修正14条を通じ、そっくりそのまま (whole and intact) の形で州に対する制約となるという選択組み込み解釈 (selective incorporation interpretation) が多数意見を占めるようになった。
その結果、権利章典のうち修正2条（人民の武装権）、修正3条（軍隊の舎営に対する制限）、修正5条の一部（大陪審の保障）および修正7条（民事陪審の保障）といった条項を除く多くの条項が、州との関係でも保障されることになった。ただし、修正6条のうち犯罪地 (vicinage) の陪審員による裁判の保障、修正8条のうち過大な保釈金や罰金の禁止について、連邦最高裁の判例は出されていない。また、選択的組み込み論の対象とならなかった権利であっても、従前の解釈において基本的権利として保障されていた場合、独立適正手続保障 (free-standing due process) として一定の保障を受けうる。
権利章典は上記のように1789年に提案された12の修正条項のうち後の方の10か条であった。12か条のうちの第2番目の条項は議員に対する報酬に関するものであり、2世紀以上後の1992年になってやっと批准され、憲法修正第27条となった。1番目の条項は今でも州議会による批准の対象のままであり、10年毎の国勢調査で下院議員の定数を調整するものである。この提案に対して最近の批准を行った州は、1792年のケンタッキー州であり、州に昇格して最初の月のことであった。
- 修正第1条：信教・言論・出版・集会の自由、請願権
- 修正第2条：人民の武装権
- 修正第3条（英語版）：軍隊の舎営に対する制限
- 修正第4条：不合理な捜索、逮捕、押収の禁止
- 修正第5条（英語版）：大陪審の保障、二重の処罰の禁止、適正手続、財産権の保障
- 修正第6条（英語版）：陪審、迅速な公開の裁判その他刑事上の人権保障
- 修正第7条：民事事件における陪審審理の保障
- 修正第8条：残虐で異常な刑罰の禁止など
- 修正第9条（英語版）：人民の権利に関する一般条項
- 修正第10条（英語版）：州または人民に留保された権限

### その後の修正条項（第11条-第27条）
修正第11条以降の条項は多くの主題をカバーしている。その中でも個人の公民としての自由や政治的な自由を拡大したものが多く、いくつかは基本的な政府の構造を変えるものがある修正第18条は、修正第21条により廃止されたため、27か条の修正条項のうち、26か条のみが現在有効である。（　）内は批准完了すなわち成立年を示す。
- 修正第11条：各州の主権による免責（1795年）
- 修正第12条：大統領と副大統領選挙における選挙人投票規定（1804年）
- 修正第13条：奴隷制廃止（1865年）
- 修正第14条：公民権の定義、市民の特権・免除、デュー・プロセスの権利および法の下の平等の州による侵害禁止、ならびに下院議員定数の規定（1868年）
- 修正第15条：黒人参政権（1870年）
- 修正第16条：所得税の課税（1913年）
- 修正第17条：上院議員の選出規定（1913年）
- 修正第18条：禁酒法制定（1919年）
- 修正第19条：女性参政権（1920年）
- 修正第20条：アメリカ合衆国議会の会期と大統領任期と継承の規定（1933年）
- 修正第21条：修正第18条（ボルステッド法）の廃止（1933年）。禁酒かどうかを決定する権限を州に与える。
- 修正第22条：大統領の2期までの当選回数の制限（1951年）
- 修正第23条：コロンビア特別区に大統領選挙人を認める規定（1961年）
- 修正第24条：人頭税など税金の支払いの有無を理由に、大統領、合衆国議会などの選挙権を制限することの禁止（1964年）
- 修正第25条：大統領が欠員の時の副大統領の承継規定、および副大統領が欠員の場合にそれを埋める規定（1967年）
- 修正第26条：18歳以上の選挙権付与（1971年）
- 修正第27条：アメリカ合衆国議会議員の報酬の変更規定（1992年）

### 批准されていない修正案
1789年の憲法制定以来、1万件以上の修正案が議会に提出された。最近の数年をみても、毎年100件から200件が提出されている。これらの大半は議会の委員会段階で廃案とされ、議会で審議されても批准請求までいくものの数はさらに少なくなる。修正案の提案者は廃案とされても第5条の修正規定の代案（憲法会議の請求）で再度提案することもあるが、適用までの道は険しい。2件のみが州議会からの提案という形を採った。1つは1960年の議員定数配分改正案であり、1970年代から1980年代の連邦予算の均衡に関するものであった。これらは2つの州議会でのみ採択されたが、その後の進展はない。
批准が請求されたものは全部で33件あり、このうち上記27件が成立し、6件は4分の3ルールをクリアできなかった。このうち4件は今でも「進行中」とされている。修正第18条以降は多少の例外を除いて、成立のための最終期限が設けられているが、それ以前のものは期限がないために進行中とされている。
修正に至らなかったものとしては、ERA（en:Equal Rights Amendment、男女平等憲法修正条項）がある。この修正は、1923年に条項が起草され、1972年に合衆国議会で可決されたが、1982年までに成立に必要な数（全州の4分の3。50州のうち38州。）の州議会の批准を得られず、不成立となった。

## 特徴

### 立憲連邦共和国
アメリカ合衆国憲法は前文で、この憲法制定の目的が「われらとわれらの子孫のうえに自由のもたらす恵沢を確保すること」にあると定めた上で、第6条でアメリカ合衆国憲法が最高法規であると定めて立憲主義をとることを宣明した。
また、連合規約は独立した主権を有する邦の間の同盟であることを明文で定めていたが、アメリカ合衆国憲法では邦の主権という用語を排除した。アメリカ合衆国憲法の父の一人で中央集権的傾向の強いフェデラリストあるジェームズ・マディソンは、邦は従来のような絶対的な主権ではなく、国家的関心が不要な分野について、残存的な主権を持つべきだと提案した。アメリカ合衆国憲法前文が「より完全な連邦を形成すること」を憲法設立の目的としているのは以上の経緯を示すものであり、合衆国は連邦制を採用した。
加えてアメリカ合衆国憲法は前文で「われら合衆国の人民は、～この憲法を制定する。」と規定し、アメリカ合衆国が共和国であることを宣明している。
以上のとおりアメリカ合衆国憲法は、アメリカ合衆国を「立憲連邦共和国」と定義したのである。なおアメリカを合州国ではなく、合衆国と表記する理由については合衆国を参照。

### 厳格な三権分立
アメリカ合衆国憲法は立憲主義をとっていることから権力分立制を採用しているが、イギリス法のように三権の分離が十分では無い（形式上は21世紀初頭まで、大法官が上院議長と終審裁判所長官も兼務していた）状況とは異なり、18世紀後半の建国当初から立法権・行政権・司法権は厳格に分離する三権分立をとっている。そのため、議会と大統領は別々に選挙されるが、大統領が議会を解散したり、議会が大統領を選出する権限などは無い。大統領には法案提出権も無く、毎年1月に行われる大統領の一般教書演説によって大統領の施政方針が示され、必要な立法が示唆される。ただし、副大統領は憲法の規定により上院議長を兼務している。

## 展開

### 連邦政府の権限拡大
連邦政府は憲法で制限列挙された権限のみを行使し、その他の権限は州と国民に留保されている（第10修正）。これを「例挙権限の原理」という。しかし、連邦議会に各州間の通商を規制する権限を与える州際通商条項（1編8節3項）などを根拠にして、連邦政府の権限は拡大している。

### 司法裁判所による違憲審査制
アメリカ合衆国の裁判所には、連邦議会が制定した法律の憲法適合性を審査する権限（違憲立法審査権）があるとされる。この権限は憲法の明文上定められたものではなく、合衆国最高裁判所が1803年に出したマーベリー対マディソン事件判決 (Marbury v. Madison, 5 U.S. 137 (1803)) により、判例法上確立されたものである。合衆国最高裁判所は、この違憲立法審査権によって、アメリカ政治史上重要な憲法判断を行ってきた。

### 連邦最高裁判所による著名な判例
- マーベリー対マディソン事件判決 (Marbury v. Madison, 5 U.S. 137 (1803)) - 1803年、違憲立法審査制を確立した。
- プレッシー対ファーガソン事件判決 (Plessy v. Ferguson, 163 U.S. 537 (1896)) - 1896年、人種別公共施設の設置について「分離すれども平等 (Separate, but Equal)」と判示した。
- シェンク対アメリカ合衆国事件判決 (Schenck v. United States, 249 U.S. 47 (1919)) - 1919年、表現内容規制に関する「明白かつ現在の危険 (clear and present danger)」の基準を示した。
- ブラウン対トピカ市教育委員会事件判決（ブラウン判決、Brown v. Board of Education of Topeka, Kansas, 347 U.S. 483 (1954), 349 U.S. 294 (1955)） - 1954年・1955年、上記の「分離すれども平等」の原則を憲法修正14条（平等条項、デュープロセス条項）違反として覆し、公民権運動に大きな影響を与えた。
- ミランダ対アリゾナ州事件判決（ミランダ判決、Miranda v. Arizona, 384 U.S. 436 (1966)） - 1966年、身柄拘束された被疑者の黙秘権・弁護人依頼権を手続的に保障するため、これらの権利の告知などを欠いたまま得た自白は、証拠とすることができないと判示した。ミランダ警告が作成される原因になる。
- レモン対カーツマン事件判決 (Lemon v. Kurtzman, 403 U.S. 602 (1971)) - 1971年、政教分離に関する厳格審査基準（レモン・テスト）を示した。
- ロー対ウェイド事件判決 (Roe v. Wade, 410 U.S. 113 (1973)) - 1973年、人工妊娠中絶を選択することは、憲法修正14条により保障される女性の権利であると判示した。
- ローレンス対テキサス州事件判決 (Lawrence v. Texas, 539 U.S. 558 (2003)) - 2003年、同性愛行為を含む、私的な同意にもとづく成人間の性行為が、修正第14条で保障される自由の一つであるとした。

なおアメリカ合衆国憲法には社会権規定が無く、また前述の通り修正条項が不成立のため、男女平等規定も無い。